# سام سيدر
صامويل لينكولن سيدر (مواليد 28 نوفمبر 1966)، ممثل أمريكي ومعلق سياسي ومضيف إعلامي.

## النشأة
وُلد سيدر لعائلة يهودية في مدينة نيويورك، ونشأ في ووستر، ماساتشوستس. كان والده روبرت سيدر محامٍ معروف في ووستر. حصل سيدر على بكالوريوس الآداب في الدراسات الدينية من كلية كونيتيكت والتحق بكلية الحقوق بجامعة بوسطن، ترك الدراسة لاحقًا لمتابعة مهنته في الكوميديا.

## المهنة
في مارس 2004، أصبح سيدر مقدمًا مشاركًا في برنامج ذا ميجورتي ريبورت لراديو هواء أميركا إلى جانب جينين غاروفالو.
جدد الراديو لاحقًا العقد مع سيدر، ومنحه الأجر الأعلى وبدأ تجهيز برنامج باسم ذا سام سيدر شو. نُقل العرض أيضًا إلى فترة زمنية ذات نسبة مشاهدة أعلى.
أثناء خطة إعادة الهيكلة التي وضعها مارك غرين لتحويل الراديو إلى شركة رائدة رابحة في الراديو الحواري التقدمي، أُلغي عرض سام سيدر في 13 أبريل 2007 واستُبدل بعرض آخر في وقت متأخر من الليل، بُثّ عرض سيدر الأخير يوم الأحد في 1 يونيو 2008.
في نوفمبر 2009، استضاف سيدر طيارًا  في النسخة الأمريكية من برنامج هاف آي غات نيوز فور يو في قناة إن بي سي. بعد ثلاث سنوات، في نوفمبر من عام 2012، أُعلن أن سيدر سيكون مرة أخرى مضيفًا للنسخة الأمريكية من العرض، لكن هذه المرة على قناة تي بي إس.
في نوفمبر من عام 2010، بدأ سيدر ببث مستقل عبر الإنترنت، أطلق عليه اسم قناة سيدر.  يتطابق تنسيق البرنامج الحواري المباشر بشكل وثيق مع برنامجه السابق، مع إضافة تعليق ذو توجه سياسي من قبل سيدر ومضيفين مشاركين ومقابلات مع ضيوف مختلفين. قدّم سيدر للمستمعين مستويات مختلفة بهدف الوصول إلى محتوى العرض عبر منصة التمويل الجماعي باتريون.
في أواخر عام 2010، بدأ العمل كمضيف بديل في برنامج كاونت داون مع كيث أولبرمان عندما كان أولبرمان في إجازة. في ديسمبر 2010، أصبح سيدر أيضًا مضيفًا مشاركًا لبرنامج المقابلات الإذاعية التقدمية المشترك على المستوى الوطني رينغ أوف فاير، الذي شارك في استضافته روبرت إف كينيدي جونيور والمحامي المقيم في فلوريدا مايك بابانتونيو.

### المؤتمر الوطني الجمهوري 2004
في 1 سبتمبر 2004، اعتُقل سيدر لفترة وجيزة من قبل الخدمة السرية للولايات المتحدة أثناء تغطيته الإعلامية المباشرة في الموقع للمؤتمر الوطني للحزب الجمهوري في ذلك العام في ماديسون سكوير غاردن. بعد وقت قصير من إلقاء زيل ميلر خطابه، بدأ سيدر بالبحث (بإشارة في يده) في قاعة المؤتمر عن شخص جمهوري مثلي الجنس على استعداد لإجراء مقابلة مباشرة على الراديو. بعد ذلك بوقت قليل، أُبعد عن المكان - وبعد استجواب قصير - طُلب منه مغادرة الحفل.
في 28 نوفمبر من عام 2017، نشر مايك سيرنوفيتش منشورًا على وسائل التواصل الاجتماعي أعاد فيه ظهور تغريدة محذوفة كتبها سيدر في عام 2009 يمزح فيها حول رومان بولانسكي وهو مغتصب قانوني مدان ومخرج فيلم هارب. أصر سيرنوفيتش على أن التغريدة أثبتت أن سيدر يؤيد ضمنيًا جريمة بولانسكي الجنسية واتصل بالعديد من الصحفيين والمنافذ الإخبارية لنشر القصة.
اكتشف سيدر الجدال في نفس الليلة إذ اتصل به رئيسه بالعمل وهو في طريقه إلى السوبر ماركت، وطلب منه شرح ما كتبه في التغريدة، رد سيدر عليه عبر البريد الإلكتروني وشرح النقطة التي ذكرها في التغريدة والسياق الذي كتبها فيه، كما قدم تغريدات أخرى تدعم مزاعمه.